# Eton mess
Eton mess is een Engels dessert bestaande uit aardbeien, meringue en slagroom. Het nagerecht werd in 1893 voor het eerst benoemd en bestond traditioneel uit een combinatie van aardbeien of bananen met room of roomijs. Later werd meringue hieraan toegevoegd.
Het gerecht kent zijn oorsprong waarschijnlijk in Eton College. Het woord mess (rommel) refereert aan het uiterlijk van het gerecht.